# Campeonato Mundial de Tiro de 1906
El X Campeonato Mundial de Tiro se celebró en Milán (Italia) en el año 1906 bajo la organización de la Federación Internacional de Tiro Deportivo (ISSF), la Unión Italiana de Tiro de Precisión y la Federación Italiana de Tiro al Plato.

## Resultados

### Masculino
| Evento                             | Oro                                       | Plata                                     | Bronce                                         |
| ---------------------------------- | ----------------------------------------- | ----------------------------------------- | ---------------------------------------------- |
| Rifle 3 posiciones 300 m           | Eugène Balme Francia 967 pts.             | Maurice Lecoq Francia 965 pts.            | Charles Paumier du Verger · Bélgica · 964 pts. |
| Rifle 3 posiciones 300 m (equipos) | Suiza · 4716                              | Francia 4694                              | Bélgica · 4495                                 |
| Rifle en pos. tendida 300 m        | Eugène Balme Francia 340                  | Konrad Stäheli · Suiza · 336              | Maurice Lecoq Francia 336                      |
| Rifle en pos. de rodillas 300 m    | Charles Paumier du Verger · Bélgica · 338 | Ernst Stumpf · Suiza · 338                | Konrad Stäheli · Suiza · 328                   |
| Rifle en pos. de pie 300 m         | Albert Courquin Francia 312               | Charles Paumier du Verger · Bélgica · 308 | Paul Van Asbroek · Bélgica · 306               |
| Pistola 50 m                       | Konrad Stäheli · Suiza · 512              | Paul Van Asbroek · Bélgica · 509          | Charles Paumier du Verger · Bélgica · 508      |
| Pistola 50 m (equipos)             | Bélgica · 2425                            | Suiza · 2422                              | Francia 2361                                   |

## Medallero
| Núm. | País    | Oro | Plata | Bronce | Total |
| ---- | ------- | --- | ----- | ------ | ----- |
| 1    | Francia | 3   | 2     | 2      | 7     |
| 2    | Suiza   | 2   | 3     | 1      | 6     |
| 3    | Bélgica | 2   | 2     | 4      | 8     |
|      | TOTAL   | 7   | 7     | 7      | 21    |